# Dean Fertita
Dean Anthony Fertita (6 de septiembre de 1970, Royal Oak, Estados Unidos) es un multi-instrumentista de rock estadounidense. Es conocido por ser miembro del grupo musical Queens of the Stone Age y guitarrista y tecladista de The Dead Weather.

## Biografía
Fue el cantante y guitarrista de la banda The Waxwings en 1997, hasta su disolución en 2005. Después, comenzó a colaborar con Brendan Benson, tocando el teclado y la guitarra; y como tecladista en la gira de The Raconteurs. En 2007, se unió a Queens of the Stone Age para reemplazar en los teclados a la fallecida Natasha Shneider, y ocasionalmente para tocar la guitarra en algunas canciones. En 2009, lanzó su álbum debut como solista.
En 2015, Fertita colaboró con su compañero de banda Josh Homme de Queens of the Stone Age en la grabación del próximo álbum de estudio de Iggy Pop; Post Pop Depression (2016).
- Datos: Q1181074
- Multimedia: Dean Fertita / Q1181074